# Pionsat
Pionsat – miejscowość i gmina we Francji, w regionie Owernia-Rodan-Alpy, w departamencie Puy-de-Dôme.
Według danych na rok 1990 gminę zamieszkiwało 1046 osób, a gęstość zaludnienia wynosiła 42 osoby/km² (wśród 1310 gmin Owernii Pionsat plasuje się na 213. miejscu pod względem liczby ludności, natomiast pod względem powierzchni na miejscu 314.).